# 1470

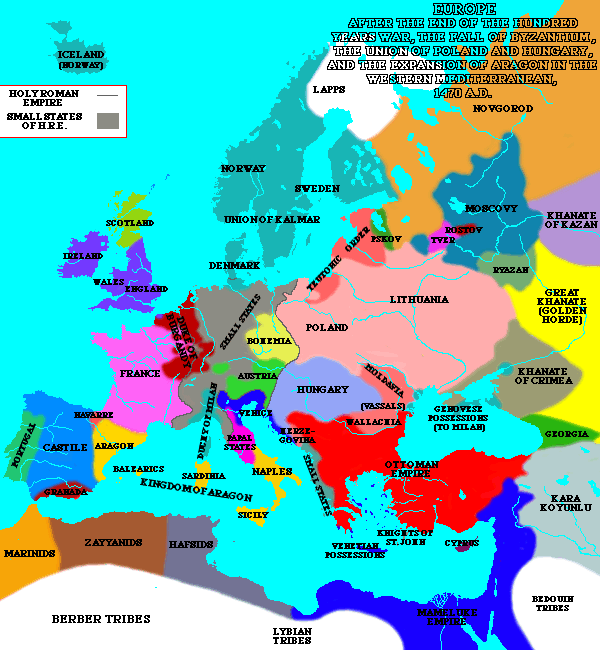
Mapa d'Europa a l'any 1470

## Esdeveniments
Països Catalans
Resta del món
- Primer contacte amb els Fante de Ghana.
- Comença la caça de bruixes a Suïssa, amb més de 8000 dones cremades en tres segles.
- Apareix la primera balada sobre Guillem Tell.

## Naixements
Països Catalans
Resta del món
- 20 de maig, Venècia: Pietro Bembo, cardenal, humanista, filòleg, escriptor, poeta, traductor i erudit italià (m. 1547).[1]
- 30 de juny:
  - Amboise (Indre i Loira): Carles VIII de França, monarca (m. 1498).[2]
- 30 de juliol -Hongzhi (xinès 弘治) va ser el novè emperador de la dinastia Ming a la Xina (m. 1505).[3]
- 2 d'octubre - Dueñas, Palència (Espanya): Isabel d'Aragó i de Castella o Isabel de Trastàmara y Trastàmara, filla d'Isabel I de Castella i de Ferran el Catòlic, reina de Portugal (m. 1498).
- 28 de novembre - Suzhou (Xina) :Wen Zhengming (en xinès: 文征明;) erudit, pintor i cal·lígraf durant la dinastia Ming. (m.1559).[4]
- Juan Díaz de Solís, navegant espanyol (m. 1516).

## Necrològiques
Països Catalans
Resta del món